# ليزا تشولودينكو
ليزا تشولودينكو (بالإنجليزية: Lisa Cholodenko)‏ مواليد 05 يونيو 1964 في لوس أنجلوس، كاليفورنيا، الولايات المتحدة، هي مخرجة وكاتبة سيناريو أمريكية بدأت مسيرتها الفنية عام 1994.

## الأعمال
- لوريل كانيون
- الأطفال هم كل الحقوق
- ستة أقدام تحت الأرض
- كلمة إل

## وصلات خارجية
- ليزا تشولودينكو على موقع IMDb (الإنجليزية)
- ليزا تشولودينكو على موقع ألو سيني (الفرنسية)
- ليزا تشولودينكو على موقع تيرنر كلاسيك موفيز (الإنجليزية)
- ليزا تشولودينكو على موقع أول موفي (الإنجليزية)
- ليزا تشولودينكو على موقع بوكس أوفيس موجو (الإنجليزية)
- ليزا تشولودينكو على موقع قاعدة بيانات الأفلام السويدية (السويدية)
- ليزا تشولودينكو على موقع إن إن دي بي (الإنجليزية)
- ليزا تشولودينكو على موقع قاعدة بيانات الفيلم (الإنجليزية)
- ليزا تشولودينكو على موقع كينوبويسك (الروسية)

قالب:Lisa Cholodenko